# Team 10

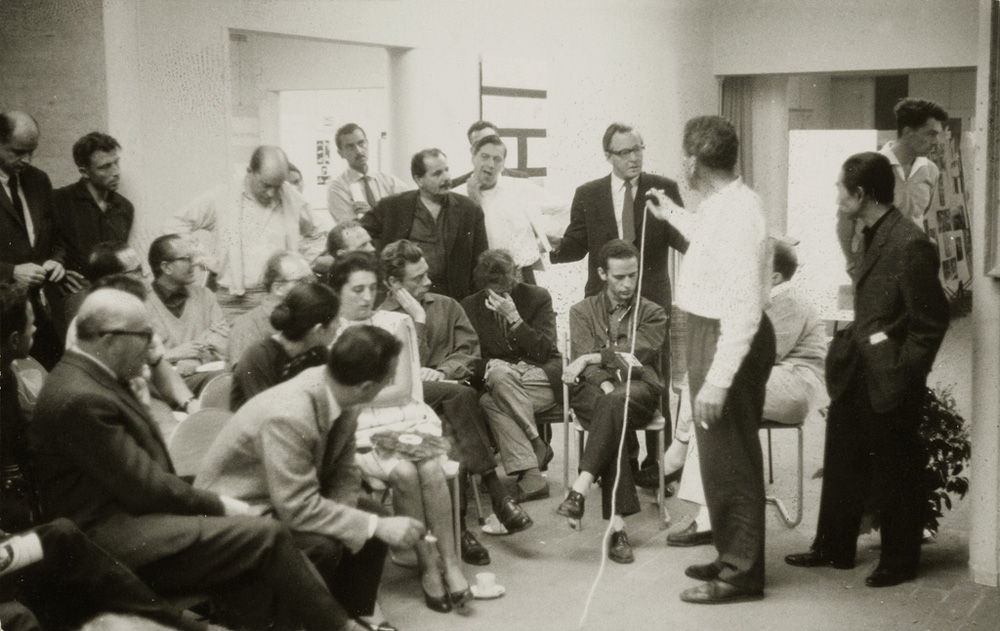
De CIAM-bijeenkomst in Otterlo (1959) waarbij CIAM doodverklaard werd.

Team 10, Team X of Team Ten was een groep Europese architecten met een grote invloed in met name de jaren zestig en zeventig. De bekendste deelnemers waren Alison en Peter Smithson (Engeland), Aldo van Eyck en Jaap Bakema (Nederland), Giancarlo de Carlo (Italië), Georges Candilis en Shadrach Woods (Frankrijk).
Zij kwamen op als jonge architecten binnen de CIAM, en werden aangewezen om het 10de congres in Dubrovnik te organiseren (1956). Bij een latere CIAM-bijeenkomst - Otterlo'59 - verklaarden zij CIAM dood en gingen door met hun eigen groep, die zich kenmerkte door een veel informelere organisatie dan de CIAM.
In de jaren zeventig verschoof het architectuurdebat naar enerzijds de 'postmoderne' vraagstukken (Venturi en Jencks) en anderzijds de 'Italiaanse' discussie (Rossi e.a.). Hierdoor verdween Team 10 - voor wie de moderne architectuur altijd in het hart van de discussie bleef - meer naar de achtergrond.
In 1981 overleed Bakema, die altijd een belangrijke en enigszins vaderlijke rol had gespeeld binnen Team 10. De resterende deelnemers besloten daarop Team 10 op te heffen, daar de groep eerder al min of meer uiteen was gevallen.
Uit het Team 10 kwamen twee bekende architectuurstromingen voort: het New Brutalism van de Engelse leden Alison en Peter Smithson en het Structuralisme van de Nederlandse leden Aldo van Eyck en Jaap Bakema.